# 甕津駅
甕津駅（オンジンえき）は朝鮮民主主義人民共和国黄海南道甕津郡に位置する朝鮮民主主義人民共和国鉄道省の駅である。